# عمرعلی قوت‌اف
عمرعلی قوّت‌اف (زاده ۲۱ نوامبر ۱۹۶۸) بازرگان و سیاستمدار تاجیکستانی که رهبر جنبش گروه ۲۴ بود و در ۵ می ۲۰۱۵ در استانبول کشته شد.